# ナレースワン級フリゲート
ナレースワン級フリゲート (英: Naresuan-class frigate, 泰: ชั้นนเรศวร)は、タイ王国海軍のフリゲートの艦級。設計はタイ王国と中華人民共和国が共同で行い、建造は中国で行われた。中国側の公称艦型はF25T型。

## 来歴
1980年代後半、タイ王国陸軍は、中華人民共和国からいわゆる「友好価格」で提供された装備によって装甲部隊の整備を進めていた。「中国との密接な関係の維持はタイの安全保障にとって極めて重要である」という国家最高司令官の指導もあり、海軍も陸軍に倣って、中国製の戦闘艦を発注することになり、まず1988年・1989年にチャオプラヤー級（053HT型・053HT(H)型）4隻が発注された。タイ海軍では、当初は船体のみを中国製として、装備品は西欧諸国製のものを自国で搭載する予定だったが、結局、装備品も含めて中国人民解放軍海軍の江滬型フリゲートの準同型艦となった。
同級の発注と並行して、1988年7月より、その発展型の設計が着手され、1989年10月には2隻が発注された。これが本級である。しかし海軍当局は、チャオプラヤー級を受領したのち、その建造技術について憂慮を深めており、1990年9月には、一度は本級の発注の取り消しを決定した。その後の交渉を経て、ドイツの技術指導を受け、ドイツの品質管理検査を受けるように契約を修正することで、計画は続行されることになった。
修正後の計画では、最初の艦は1992年末に引き渡されることになっていた。しかし実際には建造は遅延し、1番艦の海上公試は1993年8月となり、しかもこの時点では電子機器のほとんどは未搭載の状態だった。艦は1994年12月15日にタイに引き渡され、艤装を終えて1995年10月に竣工した。

## 設計
上記の経緯より、設計面ではMEKO型フリゲートの影響があり、"DeMEKO'd MEKOs"と称される。基本的にはMEKO 200型フリゲートをもとに中国の造船所で建造できるように設計を修正したような設計だが、モジュール設計は廃止された。船型は遮波甲板型で、船首にはシアとフレアが付されている。またタイ海軍がチャオプラヤー級で大きな不満を抱いていたダメージコントロール能力も改善された。減揺装置としてフィンスタビライザーを備えている。
機関はCODOG方式を採用している。巡航機としては、チャオプラヤー級と同じMTU 20V1163 TB83ディーゼルエンジン（定格7,385馬力 / 最大8,000馬力）を搭載した。一方、高速機としては、ゼネラル・エレクトリック LM2500ガスタービンエンジンを搭載した。電源としては、MTU 12V396 TM53ディーゼルエンジンを原動機とする出力440キロワットの発電機4基を搭載する。

## 装備

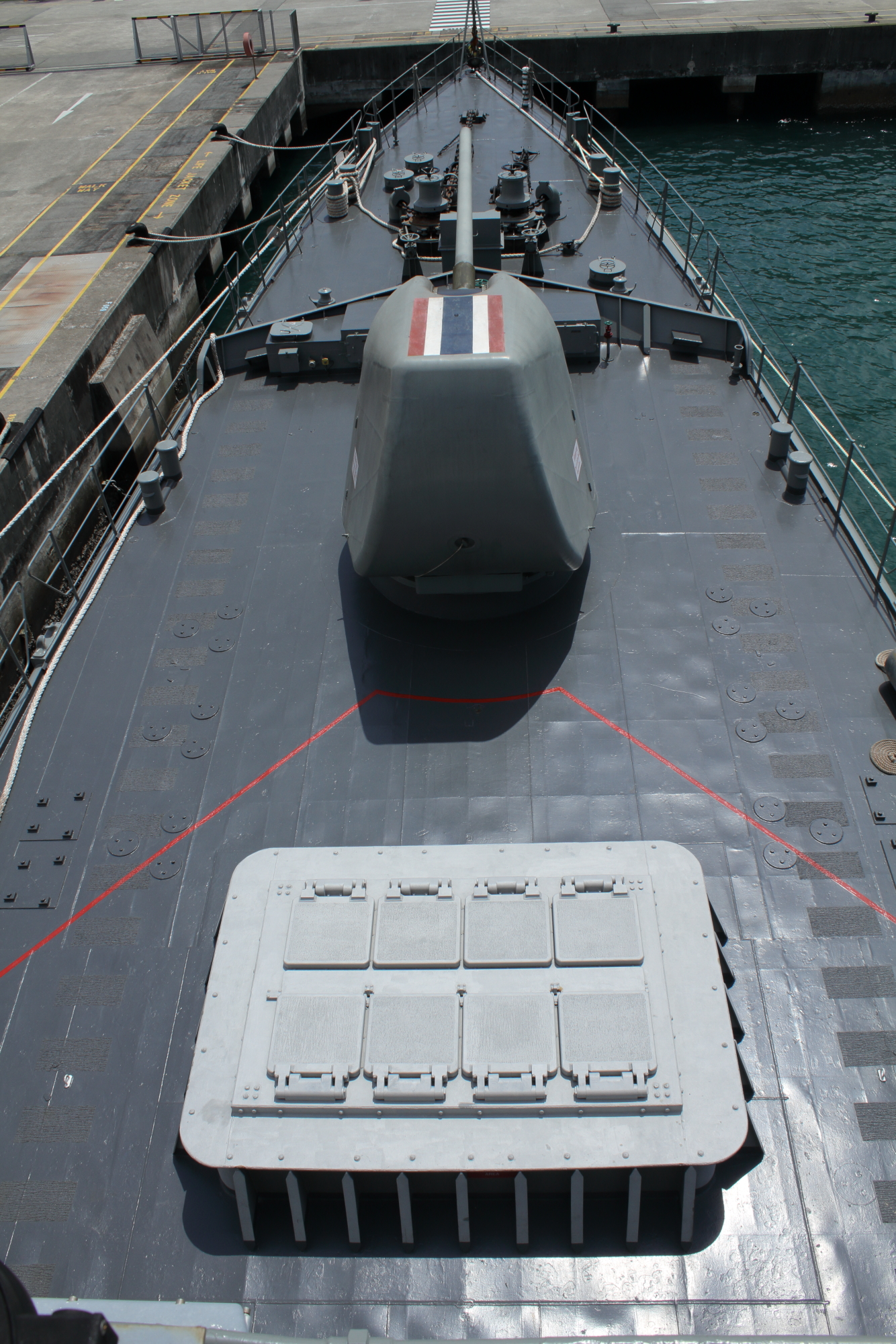
「ナレースワン」搭載のMk.41 VLS

上記の経緯より、装備品は基本的に西側諸国のものや、その山寨版を搭載した。
艦砲としては、当初計画ではチャオプラヤー級と同系列の中国製56口径100mm連装砲にフランス製の55口径100mm単装速射砲の自動装填装置を組み合わせて搭載する予定とされていたが、実際には54口径127mm単装砲（Mk.45 5インチ砲）が採用された。ただし船体構造が脆弱なため、実際に発砲すると船体前半部が損傷するとされている。
対空兵器としては76A式37mm連装機銃2基を後部上構両舷に搭載した。これは347G型レーダーによる管制を受けており、イタリアのブレーダ社製ダルド・システムの中国版といえる近接防御火器（CIWS）を構成している。
また本級は、軽空母「チャクリ・ナルエベト」の直衛艦として期待されたことから、ラタナコシン級コルベットに続くタイ海軍軍艦としては2例目の艦対空ミサイル装備として、シースパロー 短SAMを8セルのMk.48 VLSに収容して搭載する予定であった。しかし、タイは1997年のアジア通貨危機の震源として壊滅的な打撃をこうむり、この影響で海軍予算は大幅に縮小されたことから、これは後日装備とされた。
その後、2012年より近代化改修が計画された。この改修においてMk.41とESSMの導入が決定され、2013年には正式な契約が締結された。また戦術情報処理装置（CMS）はスウェーデン・SAAB社製の9LV  Mk.4に、射撃指揮装置（FCS）も同社製のCEROS 200に換装される。2015年に行われた"CARAT 2015"で一番艦｢ナレースワン｣がESSMを発射した。

## 同型艦一覧
| #   | 艦名                       | 起工        | 進水           | 就役            |
| --- | -------------------------- | ----------- | -------------- | --------------- |
| 421 | ナレースワン HTMS Naresuan | 1991年 11月 | 1993年 7月24日 | 1994年 12月15日 |
| 422 | タークシン HTMS Taksin     | 1991年      | 1994年 5月14日 | 1995年 9月28日  |